# أندرو هاريس
أندرو هاريس (بالإنجليزية: Andrew Harris)‏ (2 فبراير 1971 في المملكة المتحدة - ) هو لاعب كريكت بريطاني. لعب مع Herefordshire County Cricket Club ‏.

## وصلات خارجية
- أندرو هاريس على موقع إي آس بي آن كريك إنفو (الإنجليزية)